# 552 Sigelinde
552 Sigelinde је астероид главног астероидног појаса са пречником од приближно 77,56 km.
Афел астероида је на удаљености од 3,426 астрономских јединица (АЈ) од Сунца, а перихел на 2,883 АЈ.
Ексцентрицитет орбите износи 0,085, инклинација (нагиб) орбите у односу на раван еклиптике 7,688 степени, а орбитални период износи 2047,020 дана (5,604 година).
Апсолутна магнитуда астероида је 9,40 а геометријски албедо 0,051.
Астероид је откривен 14. децембра 1904. године.